# Nati il 10 febbraio
| Questa pagina contiene informazioni ricavate automaticamente dalle voci biografiche con l'ausilio del template Bio e di un bot. L'aggiornamento è periodico e automatico e ricostruisce completamente la pagina. Se manca una persona in questa lista, sei pregato di non aggiungerla, ma accertati piuttosto che la sua voce biografica contenga il template Bio e che i dati anagrafici siano correttamente compilati. Se il template Bio manca, inseriscilo tu stesso o, in alternativa, metti l'avviso {{tmp\|Bio}} che ne segnala la mancanza. Se i dati riportati sono sbagliati, correggi direttamente la voce biografica; le modifiche saranno visibili in questa lista entro pochi giorni. Per chiarimenti vedi il progetto biografie. La lista contiene solo le 1.269 persone che sono citate nell'enciclopedia e per le quali è stato implementato correttamente il template Bio. Pagina aggiornata al 13 ago 2025. |

## IV secolo a.C.(1)
- 341 a.C. - Epicuro, filosofo greco antico († 270 a.C.)

## XII secolo(1)
- 1113 - 'Abd al-Karim al-Sam'ani, genealogista arabo († 1166)

## XV secolo(3)
- 1405 - Roberto Valturio, storico italiano († 1475)
- 1466 - Paride da Ceresara, umanista, poeta e astrologo italiano († 1532)
- 1499 - Thomas Platter, scrittore svizzero († 1582)

## XVI secolo(5)
- 1514 - Domenico Bollani, politico e vescovo cattolico italiano († 1579)
- 1528 - Babullah di Ternate, sultano indonesiano († 1583)
- 1543 - Fulvia da Correggio, nobildonna italiana († 1590)
- 1585 - Angelo Caroselli, pittore italiano († 1652)
- 1585 - Ignazio Lupi, presbitero e teologo italiano († 1659)

## XVII secolo(16)
- 1606 - Cristina di Borbone-Francia, principessa († 1663)
- 1610 - Matteo Orlando, vescovo cattolico italiano († 1695)
- 1612 - Johannes von Goes, cardinale e vescovo cattolico austriaco († 1696)
- 1627 - Cornelis de Bie, poeta, retore e giurista belga († 1715)
- 1631 - Luisa di Anhalt-Dessau, nobildonna tedesca († 1680)
- 1637 - Enrichetta Caterina d'Orange, principessa († 1708)
- 1646 - Giovanni Martino Hamerani, medaglista italiano († 1705)
- 1656 - Ferdinand de Marsin, generale e diplomatico francese († 1706)
- 1660 - Antonio Francesco Sanvitale, cardinale e arcivescovo cattolico italiano († 1714)
- 1665 - Conrard-Albert d'Ursel, militare belga († 1738)
- 1666 - Heinrich Karl von Bibra, generale austriaco († 1734)
- 1670 - Norbert van Bloemen, pittore fiammingo († 1746)
- 1685 - Aaron Hill, drammaturgo e scrittore inglese († 1750)
- 1691 - Samuel Wesley, poeta e religioso britannico († 1739)
- 1695 - Armand-Jules de Rohan-Guémené, arcivescovo cattolico francese († 1762)
- 1696 - Johann Melchior Molter, compositore e violinista tedesco († 1765)

## XVIII secolo(40)
- 1702 - Carlo Marchionni, architetto e scultore italiano († 1786)
- 1715 - Giuseppe Agosti, botanico e gesuita italiano († 1786)
- 1717 - Pierre de La Garde, compositore e baritono francese († 1792)
- 1719 - Clemente Sibiliato, presbitero, poeta e latinista italiano († 1795)
- 1723 - Alexander Montgomerie, X conte di Eglinton, nobile scozzese († 1769)
- 1724 - Maria Giacomina Nazari, pittrice italiana
- 1725 - Jean-Baptiste-Marie Champion de Cicé, vescovo cattolico francese († 1805)
- 1740 - Michele Araldi, medico e matematico italiano († 1813)
- 1741 - Angelo Petrozzani, avvocato e letterato italiano († 1814)
- 1744 - William Cornwallis, ammiraglio britannico († 1819)
- 1745 - Francesco Saverio Bassi, arcivescovo cattolico italiano († 1821)
- 1745 - Levin August von Bennigsen, generale russo († 1826)
- 1745 - Giovanni Battista Bianciardi, fantino italiano († 1810)
- 1747 - Emmanuel Crétet, politico francese († 1809)
- 1747 - André Thouin, botanico e agronomo francese († 1824)
- 1750 - Stanislao Mattei, francescano e compositore italiano († 1825)
- 1755 - Ottaviano Targioni Tozzetti, medico e botanico italiano († 1829)
- 1759 - Carlo Lasinio, incisore e museologo italiano († 1838)
- 1762 - Grigorij Ivanovič Černyšëv, nobile russo († 1831)
- 1763 - Ferdinand Isaac de Rovéréa, militare svizzero († 1829)
- 1763 - Cesare Taparelli d'Azeglio, nobile italiano († 1830)
- 1764 - Luigi Schiavonetti, incisore italiano († 1810)
- 1766 - Benjamin Smith Barton, botanico e chimico statunitense († 1815)
- 1766 - Benedetto Bordiga, incisore e cartografo italiano († 1847)
- 1767 - Amalie Beer, tedesca († 1854)
- 1769 - Anna Ivanovna Korsačova, nobildonna russa († 1843)
- 1772 - Basileo Giovanni Pasquale Addone, avvocato, rivoluzionario e politico italiano († 1845)
- 1773 - Gaudenzio Bordiga, incisore e cartografo italiano († 1837)
- 1774 - Giuseppe Giannini, medico e saggista italiano († 1818)
- 1775 - Ambrogio Fusinieri, scienziato italiano († 1853)
- 1775 - Charles Lamb, scrittore, poeta e drammaturgo inglese († 1834)
- 1785 - Claude-Louis Navier, ingegnere e scienziato francese († 1836)
- 1788 - Johann Peter Pixis, pianista e compositore tedesco († 1874)
- 1790 - Henry FitzRoy, V duca di Grafton, nobile e politico britannico († 1863)
- 1791 - Francesco Hayez, pittore italiano († 1882)
- 1791 - Ōtagaki Rengetsu, monaca buddista, poeta e ceramista giapponese († 1875)
- 1793 - Jean Claude Eugène Péclet, fisico francese († 1857)
- 1795 - Ary Scheffer, pittore olandese († 1858)
- 1796 - Henry De la Beche, geologo e paleontologo britannico († 1855)
- 1797 - George Chichester, III marchese di Donegall, politico irlandese († 1883)

## XIX secolo(170)
- 1803 - Francesco Gera, medico e agronomo italiano († 1867)
- 1804 - Joseph Zedner, bibliografo e bibliotecario tedesco († 1871)
- 1806 - Orville Hickman Browning, politico e avvocato statunitense († 1881)
- 1807 - Lajos Batthyány, politico ungherese († 1849)
- 1809 - Jacopo Cabianca, poeta e romanziere italiano († 1878)
- 1809 - Orazio Di Negro, politico e ammiraglio italiano († 1872)
- 1809 - Sigismund von Reischach, militare austriaco († 1878)
- 1810 - Miklós Barabás, pittore ungherese († 1898)
- 1811 - Angelo Valvassori, politico italiano († 1892)
- 1813 - Giovanni Battista Piatti, ingegnere italiano († 1867)
- 1813 - Agnese Schebest, cantante lirica austriaca († 1869)
- 1815 - Constantin Bosianu, politico e giurista rumeno († 1882)
- 1815 - Luigi Corsi, avvocato e politico italiano († 1897)
- 1817 - Maria Luigia Pizzoli, pianista e compositrice italiana († 1838)
- 1818 - Bartolomeo Gastaldi, geologo italiano († 1879)
- 1818 - Vittorio I di Ratibor, principe tedesco († 1893)
- 1819 - Albert Schwegler, filologo, filosofo e teologo tedesco († 1857)
- 1821 - Roberto Bompiani, pittore e scultore italiano († 1908)
- 1823 - Elizabeth Hayes, religiosa britannica († 1894)
- 1825 - Émile Bin, pittore e politico francese († 1897)
- 1826 - Mariana da Fonseca, filantropa e politica brasiliana († 1905)
- 1826 - Giuseppe Valitutti, militare e politico italiano († 1891)
- 1827 - Adolphe Martial-Potémont, pittore e incisore francese († 1883)
- 1827 - Maria Fortunata Viti, religiosa italiana († 1922)
- 1829 - Simon Schwendener, botanico svizzero († 1919)
- 1831 - Maa el Ainin, mistico e politico sahrāwī († 1910)
- 1831 - Nadežda Filaretovna von Meck, mecenate russa († 1894)
- 1831 - Raffaele di Nonno, arcivescovo cattolico italiano († 1895)
- 1832 - Franz König, chirurgo tedesco († 1910)
- 1833 - Camillo Mazzella, gesuita, cardinale e teologo italiano († 1900)
- 1833 - Ernesto Mazzella, arcivescovo cattolico italiano († 1897)
- 1834 - Giuseppe Damiani Almeyda, ingegnere e architetto italiano († 1911)
- 1834 - Francis Fox Tuckett, alpinista britannico († 1913)
- 1835 - Victor Hensen, biologo tedesco († 1924)
- 1836 - Mitrofan Petrovič Beljaev, musicista e editore musicale russo († 1903)
- 1837 - Harrison Gray Otis, militare, editore e imprenditore statunitense († 1917)
- 1837 - Eugenio Carlo Valussi, vescovo cattolico italiano († 1903)
- 1839 - Francesco Barzaghi, scultore italiano († 1892)
- 1839 - Emilio Maria Miniati, arcivescovo cattolico italiano († 1918)
- 1839 - Joseph Oller, impresario teatrale e imprenditore spagnolo († 1922)
- 1840 - Per Teodor Cleve, chimico e geologo svedese († 1905)
- 1841 - Alphonse Dugenne, militare francese († 1887)
- 1841 - Bartolo Longo, italiano († 1926)
- 1841 - Walter Parratt, organista e compositore inglese († 1924)
- 1842 - Agnes Mary Clerke, astronoma e scrittrice irlandese († 1907)
- 1844 - Wendelin Förster, filologo austriaco († 1915)
- 1846 - Alfred Joseph Baker, velocista e calciatore inglese († 1900)
- 1846 - Charles Beresford, politico e ammiraglio inglese († 1919)
- 1846 - Peter Remondino, medico e avvocato italiano († 1926)
- 1846 - Ira Remsen, chimico statunitense († 1927)
- 1847 - Giovanni Francica Nava, imprenditore, politico e nobile italiano († 1935)
- 1847 - Anne de Rochechouart de Mortemart, filantropa, artista e nobile francese († 1933)
- 1848 - Anna Boch, pittrice belga († 1936)
- 1849 - Virginia Zucchi, ballerina italiana († 1930)
- 1850 - Alexander von Linsingen, generale tedesco († 1935)
- 1852 - Marietta Ambrosi, modella e scrittrice italiana († 1921)
- 1852 - Virgilio Savini, imprenditore italiano († 1925)
- 1853 - Luciano Del Gallo di Roccagiovine, politico italiano († 1917)
- 1854 - James Ole Davidson, politico norvegese († 1922)
- 1854 - Giovanni Muzzioli, pittore italiano († 1894)
- 1857 - Maria Cuțarida-Crătunescu, medico e attivista rumena († 1919)
- 1858 - Alice Heine, nobildonna († 1925)
- 1858 - William Millton, rugbista a 15, crickettista e dirigente sportivo neozelandese († 1887)
- 1858 - Robert Lendlmayer von Lendenfeld, alpinista, biologo e cartografo austriaco († 1913)
- 1859 - Ferdinand Dümmler, filologo classico e archeologo tedesco († 1896)
- 1859 - Alexandre Millerand, politico francese († 1943)
- 1860 - Antonietta Dell'Era, ballerina italiana († 1945)
- 1861 - Carl Grünberg, filosofo, sociologo e economista tedesco († 1940)
- 1861 - Matija Murko, filologo, linguista e slavista sloveno († 1952)
- 1862 - Émile Topsent, biologo francese († 1951)
- 1864 - Max Harmonist, scacchista e danzatore tedesco († 1907)
- 1865 - Elfego Baca, pistolero statunitense († 1945)
- 1865 - Federico Bettoni, politico italiano († 1923)
- 1866 - Rafael Altamira y Crevea, storico spagnolo († 1951)
- 1868 - George Gorringe, generale britannico († 1945)
- 1868 - August Musger, prete e fisico austriaco († 1929)
- 1868 - William Allen White, curatore editoriale, scrittore e politico statunitense († 1944)
- 1868 - Valdemaro di Prussia, principe prussiano († 1879)
- 1869 - Alexander Oppler, scultore e medaglista tedesco († 1937)
- 1870 - Alessandro Bonci, tenore italiano († 1940)
- 1870 - Clifford Coffin, generale britannico († 1959)
- 1871 - Giulio Beverini, politico e filantropo italiano († 1903)
- 1871 - Alfonso De Albentiis, ingegnere italiano († 1942)
- 1873 - Alfredo Bruchi, dirigente d'azienda e politico italiano († 1956)
- 1875 - Gaston Billotte, generale francese († 1940)
- 1875 - Ferdinand Chalandon, storico e numismatico francese († 1921)
- 1875 - Elvira Notari, regista cinematografica italiana († 1946)
- 1875 - Emanuello Pannocchieschi d'Elci, politico italiano († 1937)
- 1876 - Vincenzo Luigi Saitta, avvocato e politico italiano († 1957)
- 1876 - Angelo Volpi, fantino italiano († 1931)
- 1879 - Ernst Põdder, generale estone († 1932)
- 1879 - Mario Vercellino, generale italiano († 1961)
- 1880 - Gaetano Cosentino, magistrato e politico italiano († 1952)
- 1881 - Luigi Romano Borgnetto, regista, sceneggiatore e scenografo italiano († 1957)
- 1881 - Pauline Brunius, attrice e attrice teatrale svedese († 1954)
- 1881 - Arrigo Minerbi, scultore italiano († 1960)
- 1882 - Giovanni Battista Boeri, politico italiano († 1957)
- 1882 - Francesco La Monaca, scultore, pittore e illustratore italiano († 1937)
- 1882 - Ken McArthur, maratoneta sudafricano († 1960)
- 1882 - Adele Zara, infermiera italiana († 1969)
- 1883 - Charles-Albert Cingria, scrittore svizzero († 1954)
- 1883 - Edith Clarke, ingegnera e docente statunitense († 1959)
- 1883 - Giuseppe Cremascoli, generale italiano († 1941)
- 1883 - Ugo Micheli, pugile italiano
- 1883 - John Miesel, ginnasta e multiplista statunitense († 1948)
- 1883 - Tomaso Monicelli, giornalista, drammaturgo e critico teatrale italiano († 1946)
- 1884 - Billy Evans, dirigente sportivo e arbitro di baseball statunitense († 1956)
- 1885 - Salvatore Aurigemma, archeologo e epigrafista italiano († 1964)
- 1885 - George Baker, baritono e attore inglese († 1976)
- 1885 - Rain in Face, giocatore di lacrosse canadese († 1968)
- 1885 - Alice Voinescu, saggista, filosofa e traduttrice rumena († 1961)
- 1885 - Walter Wright, regista statunitense († 1958)
- 1886 - Luigi Coletti, storico dell'arte e critico d'arte italiano († 1961)
- 1886 - Raichō Hiratsuka, scrittrice, giornalista e attivista giapponese († 1971)
- 1886 - Olin Howland, attore statunitense († 1959)
- 1886 - Anna di Isenburg e Büdingen, principessa tedesca († 1980)
- 1886 - Raymond Jouve, calciatore francese
- 1886 - Willy Krauss, calciatore tedesco († 1960)
- 1886 - Pia Nalli, matematica italiana († 1964)
- 1886 - Jack Standing, attore britannico († 1917)
- 1887 - Adile Sultan, principessa ottomana († 1973)
- 1887 - Dmitrij Grigor'evič Bogrov, rivoluzionario russo († 1911)
- 1887 - Mario Marghinotti, generale italiano
- 1887 - E. V. Rieu, traduttore e editore britannico († 1972)
- 1887 - Karl Zuchardt, scrittore tedesco († 1968)
- 1888 - Harry Beaumont, regista, attore e sceneggiatore statunitense († 1966)
- 1888 - Dan Caslar, compositore italiano († 1959)
- 1888 - Alexander Cudmore, calciatore statunitense († 1944)
- 1888 - Willy Jaeckel, pittore e litografo tedesco († 1944)
- 1888 - Alfredo Pacini, cardinale italiano († 1967)
- 1889 - Ulick Alexander, ufficiale inglese († 1973)
- 1890 - Fanja Kaplan, rivoluzionaria e attivista russa († 1918)
- 1890 - Boris Pasternak, scrittore e poeta russo († 1960)
- 1891 - Renato Mazzucco, generale e aviatore italiano († 1981)
- 1891 - Lessing J. Rosenwald, imprenditore, collezionista d'arte e filantropo statunitense († 1979)
- 1892 - Karl Arning, generale tedesco († 1964)
- 1892 - Günther Blumentritt, generale tedesco († 1967)
- 1892 - Jack Dawn, truccatore statunitense († 1961)
- 1892 - Miklós Fekete, calciatore ungherese († 1913)
- 1892 - Alan Hale, attore e regista statunitense († 1950)
- 1892 - Ilmari Pernaja, ginnasta finlandese († 1963)
- 1893 - Jimmy Durante, cantante, pianista e attore statunitense († 1980)
- 1893 - Henry Healless, calciatore inglese († 1972)
- 1893 - Giuseppe Mancini, militare italiano († 1917)
- 1893 - Sándor Takács, scacchista ungherese († 1932)
- 1893 - Bill Tilden, tennista statunitense († 1953)
- 1894 - Roy D'Arcy, attore statunitense († 1969)
- 1894 - Harold Macmillan, politico, militare e nobile britannico († 1986)
- 1894 - Giuseppe Morandi, pilota automobilistico italiano († 1977)
- 1894 - Herb Pennock, giocatore di baseball e allenatore di baseball statunitense († 1948)
- 1895 - Stefanio Fedeli, generale e aviatore italiano († 1961)
- 1895 - Riccardo Giusto, militare italiano († 1915)
- 1896 - Alf Aanning, ginnasta norvegese († 1948)
- 1896 - John Harding, generale britannico († 1989)
- 1896 - Alister Hardy, biologo inglese († 1985)
- 1896 - Gunnar Söderlindh, ginnasta svedese († 1969)
- 1897 - Judith Anderson, attrice australiana († 1992)
- 1897 - John Franklin Enders, biologo, batteriologo e virologo statunitense († 1985)
- 1898 - Bertolt Brecht, drammaturgo, poeta e regista teatrale tedesco († 1956)
- 1898 - Elsa Chauvel, regista e attrice australiana († 1983)
- 1898 - Thornton Freeland, regista e sceneggiatore statunitense († 1987)
- 1898 - Robert Keith, attore statunitense († 1966)
- 1898 - Joseph Kessel, giornalista e scrittore francese († 1979)
- 1898 - Catullo Maffioli, imprenditore e politico italiano († 1989)
- 1899 - Gino Bozza, ingegnere italiano († 1967)
- 1899 - Heinrich Kuen, linguista austriaco († 1989)
- 1899 - Cesare Mariani, giornalista, dirigente sportivo e calciatore italiano († 1977)
- 1899 - Cevdet Sunay, politico turco († 1982)
- 1900 - Syd Bishop, calciatore inglese († 1949)
- 1900 - Gianna Pederzini, mezzosoprano italiano († 1988)

## XX secolo(997)
- 1901 - Stella Adler, attrice teatrale e insegnante statunitense († 1992)
- 1901 - Richard Brauer, matematico tedesco († 1977)
- 1901 - Edoardo D'Onofrio, politico italiano († 1973)
- 1901 - František Franěk, pallanuotista cecoslovacco († 1973)
- 1901 - Angelo Palla, calciatore italiano († 1965)
- 1902 - Paolo Amadesi, calciatore italiano († 1978)
- 1902 - Walter Houser Brattain, fisico statunitense († 1987)
- 1902 - Mario Lanfranchi, politico italiano († 1959)
- 1902 - Pēteris Lauks, calciatore lettone († 1984)
- 1902 - Mario Paggi, giornalista e politico italiano († 1964)
- 1902 - Josef Pleticha, calciatore cecoslovacco († 1951)
- 1902 - Enrico Squaglia, militare e aviatore italiano († 1933)
- 1903 - Franco Cortese, pilota automobilistico italiano († 1986)
- 1903 - Malcolm Guthrie, linguista britannico († 1972)
- 1903 - Waldemar Hoven, militare e medico tedesco († 1948)
- 1903 - Abel Meeropol, scrittore e insegnante statunitense († 1986)
- 1903 - Matthias Sindelar, calciatore austriaco († 1939)
- 1903 - Severo Tiago, calciatore portoghese
- 1903 - Heinrich Voigtsberger, generale tedesco († 1959)
- 1903 - Miyagi Yotoku, pittore giapponese († 1943)
- 1904 - Emil Bodnăraș, generale, agente segreto e politico rumeno († 1976)
- 1904 - John Farrow, regista e sceneggiatore australiano († 1963)
- 1904 - Luigi Petrungaro, attore italiano († 1990)
- 1905 - Walter A. Brown, imprenditore e dirigente sportivo statunitense († 1964)
- 1905 - Romano Dazzi, pittore italiano († 1976)
- 1905 - John Dierkes, attore statunitense († 1975)
- 1905 - Domenico Ludovico, generale, aviatore e scrittore italiano († 1991)
- 1905 - Raul Lunardi, romanziere e poeta italiano († 2004)
- 1905 - Josef Thaut, calciatore cecoslovacco
- 1905 - Chick Webb, batterista statunitense († 1939)
- 1906 - Lon Chaney Jr., attore statunitense († 1973)
- 1906 - Josef Klapuch, lottatore cecoslovacco († 1985)
- 1906 - Erik Rhodes, attore, cantante e ballerino statunitense († 1990)
- 1906 - Carlo Rigotti, allenatore di calcio e calciatore italiano († 1983)
- 1906 - Guillermo Riveros, calciatore cileno († 1959)
- 1906 - Cat Thompson, cestista e allenatore di pallacanestro statunitense († 1990)
- 1906 - Walraven van Hall, banchiere e partigiano olandese († 1945)
- 1907 - Stephen Bekassy, attore ungherese († 1995)
- 1907 - Ethel Lackie, nuotatrice statunitense († 1979)
- 1907 - Guillermo Larrazábal, artista spagnolo († 1983)
- 1907 - André Marchand, pittore francese († 1998)
- 1907 - Giulio Marelli, pittore italiano († 1979)
- 1907 - Italo Squitieri, pittore italiano († 1994)
- 1908 - Charles Henri Ford, scrittore, fotografo e regista statunitense († 2002)
- 1909 - Henri Alekan, direttore della fotografia francese († 2001)
- 1909 - Leslie Hurry, pittore, scenografo e costumista britannico († 1978)
- 1909 - Bernhard Nooni, calciatore e cestista estone († 1997)
- 1909 - Enrico Terracini, scrittore e poeta italiano († 1991)
- 1910 - Paride Baccarini, pittore, architetto e partigiano italiano († 1946)
- 1910 - Durga N. Bhagvat, letterata e sociologa indiana († 2002)
- 1910 - Maria Cebotari, soprano moldavo († 1949)
- 1910 - Amedeo Cremisi, militare italiano († 1943)
- 1910 - Antoni Głowacki, militare e aviatore polacco († 1980)
- 1910 - Ahmed Halim, calciatore egiziano
- 1910 - Mario Napolitano, scacchista italiano († 1995)
- 1910 - Dominique Pire, religioso belga († 1969)
- 1910 - Joan Gale Robinson, scrittrice e illustratrice britannica († 1988)
- 1910 - Douglas Spencer, attore statunitense († 1960)
- 1910 - Vittorio Tamagnini, pugile italiano († 1981)
- 1910 - Benedicto Zacconi, calciatore brasiliano († 1944)
- 1910 - Eugenia di Grecia, principessa greca († 1989)
- 1911 - Nino Nutrizio, giornalista italiano († 1988)
- 1911 - Victor Guillermo Ramos Rangel, musicista e compositore venezuelano († 1986)
- 1911 - Carlo Vidusso, pianista italiano († 1978)
- 1912 - József Darvas, scrittore e politico ungherese († 1973)
- 1912 - Mario Giani, calciatore italiano († 1975)
- 1912 - Giuseppe Lamacchia, politico italiano († 1999)
- 1912 - Chalky Wright, pugile messicano († 1957)
- 1913 - Federico Cozzolino, militare e aviatore italiano († 1938)
- 1913 - Morton Gould, compositore, pianista e direttore d'orchestra statunitense († 1996)
- 1913 - Oreste Macrì, critico letterario, filologo e ispanista italiano († 1998)
- 1913 - Serafino, monaco cristiano e arcivescovo ortodosso greco († 1998)
- 1913 - Douglas Slocombe, direttore della fotografia britannico († 2016)
- 1914 - Larry Adler, armonicista statunitense († 2001)
- 1914 - Carlo Egger, latinista e abate austriaco († 2003)
- 1914 - Villy Pasquali, veterinario e partigiano italiano († 1943)
- 1914 - Claudio Solaro, generale e aviatore italiano
- 1915 - Bruno Beccaria, ingegnere, dirigente d'azienda e imprenditore italiano († 2000)
- 1915 - Juan José Mieza, calciatore spagnolo († 1999)
- 1915 - Gheorghe Rășinaru, calciatore rumeno († 1994)
- 1915 - Giovanna Viarengo, velocista e lunghista italiana
- 1915 - Vladimir Zel'din, attore sovietico († 2016)
- 1916 - Jacques Berthier, attore e doppiatore francese († 2008)
- 1916 - Fred Ford, allenatore di calcio e calciatore inglese († 1981)
- 1916 - Charles-Auguste-Marie Paty, vescovo cattolico francese († 2004)
- 1916 - Giorgio Piccitto, glottologo e lessicografo italiano († 1972)
- 1916 - Walter Reed, attore statunitense († 2001)
- 1916 - Aldus Roger, fisarmonicista statunitense († 1999)
- 1916 - Edward R. Roybal, politico statunitense († 2005)
- 1917 - Aleksej Nikolaevič Botjan, militare e agente segreto sovietico († 2020)
- 1917 - Danny Kladis, pilota automobilistico statunitense († 2009)
- 1917 - Musine Kokalari, scrittrice e politica albanese († 1983)
- 1917 - Syria Poletti, scrittrice, saggista e poetessa italiana († 1991)
- 1917 - Raffaele Valenzano, militare e aviatore italiano († 1996)
- 1917 - Maurits Van Herzele, ciclista su strada belga († 1998)
- 1917 - Ida d'Este, partigiana e politica italiana († 1976)
- 1918 - Alfredo De Angelis, calciatore italiano († 2004)
- 1918 - Carlos Canário, calciatore portoghese († 1990)
- 1918 - Hal Van Every, giocatore di football americano statunitense († 2007)
- 1919 - Donald Dupree, bobbista statunitense († 1993)
- 1919 - Eddie Johnson, pilota automobilistico statunitense († 1974)
- 1919 - Kim Pyong-sik, politico nordcoreano († 1999)
- 1919 - Ivan Magnani, fantino italiano († 2003)
- 1919 - Bob Montgomery, pugile statunitense († 1998)
- 1919 - Aleksandr Miseevič Volodin, sceneggiatore e regista sovietico († 2001)
- 1920 - Nicolò Asaro, politico italiano († 1973)
- 1920 - Kenneth Bartholomew, pattinatore di velocità su ghiaccio statunitense († 2012)
- 1920 - José Manuel Castañón, scrittore spagnolo († 2001)
- 1920 - Alex Comfort, medico e scrittore britannico († 2000)
- 1920 - Neva Patterson, attrice statunitense († 2010)
- 1920 - Chips Sobek, cestista e allenatore di pallacanestro statunitense († 1990)
- 1921 - Fausto Braga, calciatore e allenatore di calcio italiano († 2009)
- 1921 - Luigi Diligenza, arcivescovo cattolico italiano († 2011)
- 1921 - Margarete Hannsmann, poetessa e scrittrice tedesca († 2007)
- 1921 - Andy Kostecka, cestista statunitense († 2007)
- 1921 - Linda Moretti, attrice italiana († 2005)
- 1921 - Theodor Reimann, calciatore e allenatore di calcio cecoslovacco († 1982)
- 1922 - Árpád Göncz, scrittore, traduttore e politico ungherese († 2015)
- 1922 - Giovanni Prevosti, allenatore di calcio e calciatore italiano († 2010)
- 1923 - Don Abney, pianista statunitense († 2000)
- 1923 - Chang Cheh, regista cinese († 2002)
- 1923 - Andrea Carlo Corazza, calciatore italiano († 2020)
- 1923 - Franco Evangelisti, politico e dirigente sportivo italiano († 1993)
- 1923 - Theo Fitzau, pilota automobilistico tedesco († 1982)
- 1923 - Ahti Karjalainen, politico finlandese († 1990)
- 1923 - Enzo Modica, politico e giornalista italiano († 1989)
- 1923 - Margherita Moriondo Lenzini, storica dell'arte italiana († 2007)
- 1923 - Roberto Renzi, fumettista, scrittore e giornalista italiano († 2018)
- 1923 - Cesare Siepi, basso italiano († 2010)
- 1924 - Alfredo Ciarabelli, politico italiano († 2013)
- 1924 - Hillevi Eskelinen, cestista finlandese
- 1924 - Ezio Mantelli, cestista italiano († 2002)
- 1924 - Marcos Gregorio McGrath, arcivescovo cattolico statunitense († 2000)
- 1924 - Noud van Melis, calciatore olandese († 2001)
- 1924 - Vittorio Paltrinieri, compositore, pianista e cantante italiano († 2018)
- 1924 - Pasquale Prunas, giornalista, grafico e regista italiano († 1985)
- 1925 - Ettore Caccia, critico letterario e italianista italiano († 1973)
- 1925 - Luigi Cattaneo, anatomista italiano († 1992)
- 1925 - Straight Clark, tennista statunitense († 1995)
- 1925 - Brunero Gherardini, presbitero e teologo italiano († 2017)
- 1925 - Kerima, attrice francese († 2014)
- 1925 - Pierre Mondy, attore e regista francese († 2012)
- 1925 - Héctor Ricardo, calciatore argentino († 1989)
- 1926 - Danny Blanchflower, calciatore e allenatore di calcio nordirlandese († 1993)
- 1926 - Nico Carstens, fisarmonicista e compositore sudafricano († 2016)
- 1926 - Hazel Court, attrice inglese († 2008)
- 1926 - Ernst Gebendinger, ginnasta svizzero († 2017)
- 1926 - Bruno Ruzza, calciatore italiano († 2019)
- 1927 - Alma Adamkienė, first lady lituana († 2023)
- 1927 - Nigel Bagnall, generale britannico († 2002)
- 1927 - Manouchehr Khosrodad, generale iraniano († 1979)
- 1927 - Mauro Mellini, avvocato, politico e saggista italiano († 2020)
- 1927 - Carlo Merolli, politico e avvocato italiano († 2004)
- 1927 - Leontyne Price, soprano statunitense
- 1927 - Armando Sarti, politico italiano († 2000)
- 1928 - Paddy DeMarco, pugile statunitense († 1997)
- 1928 - António Eleutério dos Santos, ex calciatore portoghese
- 1928 - Giorgio Galli, politologo e storico italiano († 2020)
- 1928 - René Gardien, calciatore francese († 2006)
- 1928 - Donald George Johanos, direttore d'orchestra statunitense († 2007)
- 1928 - Charles Kouyos, lottatore francese († 1994)
- 1928 - Johnny Moncada, fotografo italiano († 2011)
- 1928 - Mauro Tuccini, calciatore italiano († 2019)
- 1929 - Hallgeir Brenden, fondista norvegese († 2007)
- 1929 - Jerry Goldsmith, compositore e direttore d'orchestra statunitense († 2004)
- 1929 - Marc Michel, attore svizzero († 2016)
- 1929 - Rosario Riccobono, mafioso italiano († 1982)
- 1929 - Josef Tauchner, sollevatore austriaco († 1983)
- 1929 - Colette Thomas, nuotatrice francese († 2001)
- 1930 - Remigio Barbieri, giornalista, scrittore e antifascista italiano († 2025)
- 1930 - Adolfo Battaglia, politico e giornalista italiano
- 1930 - Ugo Donato Bianchi, arcivescovo cattolico italiano († 1999)
- 1930 - Carlos Couto, schermidore brasiliano († 1999)
- 1930 - Domenico D'Orsi, filosofo italiano († 2010)
- 1930 - Mario Garbi, politico e operaio italiano († 2018)
- 1930 - John Gilpin, ballerino, attore e direttore artistico britannico († 1983)
- 1930 - E. L. Konigsburg, scrittrice statunitense († 2013)
- 1930 - Felice Virno, pallanuotista e chirurgo italiano († 2020)
- 1930 - Robert Wagner, attore statunitense
- 1930 - Vladimir Georgiev Škodrov, astronomo bulgaro († 2010)
- 1931 - Giuseppe Borzi, politico italiano († 2009)
- 1931 - Giorgio Cosmacini, medico e filosofo italiano
- 1931 - Ángel González Adrio, ex cestista spagnolo
- 1931 - Gordon Pirie, mezzofondista britannico († 1991)
- 1931 - Luisa Rivelli, attrice e giornalista italiana († 2013)
- 1932 - Alessandro Ciceri, tiratore a volo e imprenditore italiano († 1990)
- 1932 - Tony De Vita, pianista, compositore e arrangiatore italiano († 1998)
- 1932 - Roland Hanna, pianista e compositore statunitense († 2002)
- 1932 - Barrie Ingham, attore inglese († 2015)
- 1932 - Antonio Maggi, tennista italiano († 2012)
- 1932 - Emilio Neri, politico italiano
- 1932 - Robert Taylor, informatico e psicologo statunitense († 2017)
- 1932 - Udo Tohver, cestista estone († 2019)
- 1933 - Peppino Bocchio, calciatore italiano († 2005)
- 1933 - Olga Bártová, ex cestista cecoslovacca
- 1933 - Piet van der Kuil, ex calciatore olandese
- 1933 - Humberto Maschio, calciatore e allenatore di calcio argentino († 2024)
- 1933 - Onofrio Petrara, politico e ingegnere italiano († 2014)
- 1933 - Victor Rebengiuc, attore e regista rumeno
- 1933 - Richard Schickel, critico cinematografico, saggista e giornalista statunitense († 2017)
- 1934 - Fleur Adcock, poetessa neozelandese († 2024)
- 1934 - Cesare Campagnoli, calciatore italiano († 2011)
- 1934 - Allan Charleston, pallanuotista australiano († 2015)
- 1934 - Kirk Fordice, politico statunitense († 2004)
- 1934 - Salvador Giner, sociologo spagnolo († 2019)
- 1934 - Oscar Gómez Sánchez, calciatore peruviano († 2008)
- 1935 - Luis Advis, compositore e docente cileno († 2004)
- 1935 - John Alcorn, grafico e illustratore statunitense († 1992)
- 1935 - Miroslav Blažević, calciatore e allenatore di calcio croato († 2023)
- 1935 - Milan Merkl, ex cestista cecoslovacco
- 1935 - Francesco Providenti, magistrato e politico italiano († 2024)
- 1935 - Onésimo Silveira, scrittore, politico e diplomatico capoverdiano († 2021)
- 1936 - Jean-Pierre Abraham, scrittore francese († 2003)
- 1936 - Svetlana Alpers, storica dell'arte statunitense
- 1936 - Giuliana Calandra, attrice italiana († 2018)
- 1936 - Billy Goldenberg, compositore, arrangiatore e pianista statunitense († 2020)
- 1936 - Abraham Lempel, informatico israeliano († 2023)
- 1936 - Vincent Nsengiyumva, vescovo cattolico ruandese († 1994)
- 1937 - Gianluigi Ceruti, politico e avvocato italiano († 2025)
- 1937 - Roberta Flack, cantante e pianista statunitense († 2025)
- 1937 - Peter Tevis, cantante e paroliere statunitense († 2006)
- 1938 - Benito Orgiana, politico italiano († 2021)
- 1938 - Gian Enrico Rusconi, storico, politologo e filosofo italiano
- 1939 - Emilio Walter Álvarez, calciatore uruguaiano († 2010)
- 1939 - Benedicto Antoninho, calciatore e allenatore di calcio brasiliano († 2021)
- 1939 - Gianpiero Carlo Cantoni, imprenditore, banchiere e politico italiano († 2012)
- 1939 - Adrienne Clarkson, giornalista e politica hongkonghese
- 1939 - Victor Golla, linguista statunitense († 2021)
- 1939 - Valerij Nikolaevič Karpov, compositore di scacchi russo († 1998)
- 1939 - Dante Micheli, calciatore e dirigente sportivo italiano († 2012)
- 1939 - Peter Purves, attore e conduttore televisivo britannico
- 1939 - Primo Zamparini, pugile italiano († 2024)
- 1939 - Ali Salim al-Bayd, politico yemenita
- 1940 - Antonio Annibale, calciatore italiano († 2018)
- 1940 - Bill Gregory, ex giocatore di football americano statunitense
- 1940 - Mutsuhiko Nomura, allenatore di calcio e ex calciatore giapponese
- 1940 - Maria Grazia Picchetti, annunciatrice televisiva italiana
- 1940 - Mary Rand, ex lunghista, multiplista e velocista britannica
- 1940 - Kenny Rankin, cantante e compositore statunitense († 2009)
- 1940 - Rodney Wallace, giocatore di football americano statunitense († 2013)
- 1941 - Michael Apted, regista e produttore televisivo britannico († 2021)
- 1941 - Despoina Mpempedelī, attrice greca
- 1941 - Marc Norman, sceneggiatore, scrittore e regista statunitense
- 1941 - Bruno Reichlin, architetto svizzero
- 1941 - Maureen Reilly, cestista australiana († 2021)
- 1941 - Bruno Servadei, aviatore, generale e ex bobbista italiano
- 1941 - Richard Martin West, astronomo danese
- 1942 - Roberto Aguirre, ex calciatore argentino
- 1942 - Yoshiharu Fukuhara, sciatore alpino giapponese († 1975)
- 1942 - Howard Mudd, giocatore di football americano e allenatore di football americano statunitense († 2020)
- 1942 - Gennaro Olivieri, calciatore e allenatore di calcio italiano († 2020)
- 1942 - Lawrence Weiner, artista statunitense († 2021)
- 1942 - Vito Zincani, magistrato italiano
- 1943 - Robert Collignon, politico belga
- 1943 - Harald Fritzsch, fisico tedesco († 2022)
- 1943 - Hak Ja Han, predicatrice e pacifista sudcoreana
- 1943 - Walter B. Jones, politico statunitense († 2019)
- 1943 - Bruno Pignata, violinista italiano
- 1943 - Larry Young, ex marciatore statunitense
- 1944 - Peter Allen, cantautore e pianista australiano († 1992)
- 1944 - Kurt Binder, fisico austriaco († 2022)
- 1944 - Jean-Daniel Cadinot, regista e produttore cinematografico francese († 2008)
- 1944 - Franco Carlini, giornalista e saggista italiano († 2007)
- 1944 - Jochen Carow, ex calciatore tedesco orientale
- 1944 - Giuseppe Chicchi, politico italiano
- 1944 - Gérard Feldzer, aviatore francese
- 1944 - Raffaele Lauro, politico e giornalista italiano
- 1944 - Rosália Barbosa Vasconcelos, ex cestista brasiliana
- 1945 - Conrad Asquith, attore britannico
- 1945 - Glynn Saulters, ex cestista statunitense
- 1946 - Dick Anderson, politico e ex giocatore di football americano statunitense
- 1946 - Scoular Anderson, illustratore britannico
- 1946 - Didier Bezace, attore francese († 2020)
- 1946 - Isabel Castañe, ex nuotatrice spagnola
- 1946 - David Stuart Davies, scrittore e anglista britannico († 2024)
- 1946 - Mary Meyers, pattinatrice di velocità su ghiaccio statunitense († 2024)
- 1946 - Ray Mielczarek, calciatore gallese († 2013)
- 1946 - Yisha'ayahu Schwager, calciatore israeliano († 2000)
- 1947 - Claude Albore Livadie, archeologa francese
- 1947 - Louise Arbour, magistrato canadese
- 1947 - Giuseppe Basini, politico e fisico italiano († 2025)
- 1947 - Pietro Bruno Cattaneo, dirigente sportivo italiano
- 1947 - Chris Ethridge, bassista, polistrumentista e compositore statunitense († 2012)
- 1947 - Juan Guillermo López Soto, vescovo cattolico messicano († 2021)
- 1947 - Lawrence Butch Morris, cornista, compositore e direttore d'orchestra statunitense († 2013)
- 1947 - José Maria Sciutto, direttore d'orchestra argentino
- 1947 - Hermann Simon, economista e scrittore tedesco
- 1948 - Sven Otto Birkeland, ex calciatore norvegese
- 1948 - Maria Masella, scrittrice e docente italiana
- 1948 - Jimmy Rimmer, ex calciatore inglese
- 1948 - Carlo Sartori, ex calciatore italiano
- 1949 - Lamberto Ciani, politico italiano
- 1949 - Michele D'Oppido, ex nuotatore italiano
- 1949 - César Laraignée, allenatore di calcio e ex calciatore argentino
- 1949 - Maxime Le Forestier, cantautore francese
- 1949 - Nigel Olsson, batterista e cantante britannico
- 1949 - Giorgio Patrizi, critico letterario e storico della letteratura italiano († 2023)
- 1949 - Francesco Scuderi, ex lottatore italiano
- 1949 - Harold Sylvester, attore statunitense
- 1950 - Luis Donaldo Colosio, politico e economista messicano († 1994)
- 1950 - Keith Dyson, allenatore di calcio e ex calciatore inglese
- 1950 - Neal Kay, disc jockey inglese
- 1950 - Alain Maca, ex calciatore belga
- 1950 - Mark Spitz, ex nuotatore statunitense
- 1950 - Dana Spálenská, ex slittinista cecoslovacca
- 1950 - Garry St. Jean, allenatore di pallacanestro e dirigente sportivo statunitense
- 1951 - Zeudi Araya, attrice e produttrice cinematografica eritrea
- 1951 - Pietro G. Beltrami, filologo e lessicografo italiano
- 1951 - Bob Iger, imprenditore statunitense
- 1951 - Ugo Nardini, politico italiano
- 1951 - Antonio Patuelli, dirigente d'azienda, giornalista e politico italiano
- 1951 - Trond Pedersen, ex calciatore norvegese
- 1951 - John Peters, scacchista statunitense
- 1951 - Francesco Scarabicchi, poeta e traduttore italiano († 2021)
- 1951 - Paul Scurti, ex calciatore italiano
- 1951 - Ray Train, ex calciatore inglese
- 1951 - Vladimir Ulanov, pallavolista sovietico († 2000)
- 1951 - Dennis Wit, ex calciatore statunitense
- 1952 - Silvio Brito, cantante, showman e polistrumentista brasiliano
- 1952 - Giancarlo Golzi, batterista, musicista e paroliere italiano († 2015)
- 1952 - George Jackson, calciatore inglese
- 1952 - Martin Musonde Kivuva, arcivescovo cattolico keniota
- 1952 - Lee Hsien Loong, generale e politico singaporiano
- 1952 - John Webb, ex calciatore inglese
- 1953 - Bohumil Andrejko, allenatore di calcio e ex calciatore slovacco
- 1953 - Jonas Bohlin, designer svedese
- 1953 - John Shirley, scrittore e sceneggiatore statunitense
- 1953 - Travis Walton, statunitense
- 1954 - Antonino Arconte, scrittore, ex militare e agente segreto italiano
- 1954 - Hasan Atiya Al Nassar, poeta iracheno († 2017)
- 1954 - Rodolfo Bigotti, attore italiano
- 1954 - Carita Holmström, cantante finlandese
- 1954 - Abdul Jeelani, cestista statunitense († 2016)
- 1954 - Giovanni Sgarbossa, ex calciatore italiano
- 1954 - Michele Vietti, politico e avvocato italiano
- 1955 - Carlos Acevedo, ex calciatore uruguaiano
- 1955 - Chris Adams, wrestler e judoka britannico († 2001)
- 1955 - Brenda Clark, illustratrice canadese
- 1955 - Francesco Germinario, storico italiano
- 1955 - Lusia Harris, cestista statunitense († 2022)
- 1955 - Gabriel Høyland, allenatore di calcio e ex calciatore norvegese
- 1955 - Tom LaGarde, ex cestista statunitense
- 1955 - Jorge Eduardo Lozano, arcivescovo cattolico argentino
- 1955 - Bernd Martin, calciatore tedesco († 2018)
- 1955 - Greg Norman, golfista e imprenditore australiano
- 1955 - Rajko Toroman, allenatore di pallacanestro serbo
- 1955 - Oksana Švec', attrice ucraina († 2022)
- 1956 - Pietro Bartolo, medico e politico italiano
- 1956 - Ilija Evtimov, ex cestista bulgaro
- 1956 - Angelo Frappampina, ex calciatore italiano
- 1956 - Dario Laruffa, giornalista e conduttore televisivo italiano
- 1956 - Kenny Leon, regista, attore e produttore televisivo statunitense
- 1956 - José Manzanedo, ex calciatore spagnolo
- 1956 - Attilio Marchetti Rossi, ingegnere italiano
- 1956 - Kazuhiko Nishi, informatico e dirigente d'azienda giapponese
- 1956 - Veronica Rehn-Kivi, politica finlandese
- 1956 - Sa'ud bin Saqr al-Qasimi, emiro emiratino
- 1957 - Raoul Albani, allenatore di calcio a 5, dirigente sportivo e ex calciatore italiano
- 1957 - Oya Aydoğan, attrice, conduttrice televisiva e modella turca († 2016)
- 1957 - Stephan Balkenhol, artista tedesco
- 1957 - Antonio Battista, politico italiano
- 1957 - Jean-Pierre Bernès, dirigente sportivo francese
- 1957 - Giampaolo Fabrizio, personaggio televisivo e imitatore italiano
- 1957 - Carlo Grande, scrittore, sceneggiatore e giornalista italiano
- 1957 - Katiuscia, attrice italiana
- 1957 - Mijou Kovacs, attrice austriaca
- 1958 - Walter Afanasieff, compositore e produttore discografico statunitense
- 1958 - Kim Andersen, dirigente sportivo e ex ciclista su strada danese
- 1958 - Dino Boselli, ex cestista e dirigente sportivo italiano
- 1958 - Franco Boselli, ex cestista italiano
- 1958 - Elizabeth Ekblom, ex tennista svedese
- 1958 - Ricardo Gareca, allenatore di calcio e ex calciatore argentino
- 1958 - Mario Goretti, ex calciatore italiano
- 1958 - Brede Halvorsen, allenatore di calcio e ex calciatore norvegese
- 1958 - Gilles Moretton, ex tennista francese
- 1958 - Frank Otto, ex pallanuotista tedesco
- 1958 - Maciej Płażyński, politico e giurista polacco († 2010)
- 1958 - Thomas Ruff, fotografo tedesco
- 1958 - Evgenij Seredin, nuotatore sovietico († 2006)
- 1958 - Alberto Spiazzi, costumista italiano
- 1958 - Jens Martin Støten, allenatore di calcio norvegese
- 1958 - Pinklon Thomas, ex pugile statunitense
- 1958 - Billy Thomson, calciatore e allenatore di calcio scozzese († 2023)
- 1958 - Rupert Vansittart, attore britannico
- 1958 - Charles Young, ex calciatore inglese
- 1959 - John Calipari, allenatore di pallacanestro e dirigente sportivo statunitense
- 1959 - Fernando Chalana, calciatore e allenatore di calcio portoghese († 2022)
- 1959 - Amadou Gon Coulibaly, politico ivoriano († 2020)
- 1959 - Dennis Gentry, ex giocatore di football americano statunitense
- 1959 - Carol Goodman, scrittrice statunitense
- 1959 - Haku, wrestler tongano
- 1960 - Robert Addie, attore britannico († 2003)
- 1960 - Ravilja Agletdinova, mezzofondista bielorussa († 1999)
- 1960 - Steve Bailey, bassista statunitense
- 1960 - Miguel Bossio, ex calciatore uruguaiano
- 1960 - Anne Dorte Carlson, ex sciatrice alpina norvegese
- 1960 - Chung Yong-hwan, calciatore sudcoreano († 2015)
- 1960 - Peter Dürr, allenatore di sci alpino, ex surfista e ex sciatore alpino tedesco
- 1960 - Marceline Hugot, attrice statunitense
- 1960 - Mauro Iasi, sociologo, storico e politico brasiliano
- 1960 - Komi Sélom Klassou, politico togolese
- 1960 - Money Mark, musicista, produttore discografico e attore statunitense
- 1960 - Neko Oikawa, paroliere e compositrice giapponese
- 1960 - Luigi Spagnolli, politico, dirigente pubblico e dirigente sportivo italiano
- 1960 - Frank Wood, attore statunitense
- 1961 - Pietro Arienti, saggista e storico italiano
- 1961 - Marc-André Dalbavie, compositore francese
- 1961 - Paolo Fresu, trombettista e compositore italiano
- 1961 - Jorge García, allenatore di calcio e ex calciatore cileno
- 1961 - Rrok Gjonlleshaj, arcivescovo cattolico kosovaro
- 1961 - Theo Gries, allenatore di calcio e ex calciatore tedesco
- 1961 - Tapio Korjus, ex giavellottista finlandese
- 1961 - Alexander Payne, regista, sceneggiatore e produttore cinematografico statunitense
- 1961 - Eva Pfaff, ex tennista tedesca
- 1961 - Mara Redeghieri, cantautrice italiana
- 1961 - George Stephanopoulos, giornalista statunitense
- 1961 - Benedikt Taschen, editore tedesco
- 1961 - Avril Williams, ex rugbista a 15 sudafricano
- 1962 - Jean-Marie Banos, ex schermidore canadese
- 1962 - Lisa Blunt Rochester, politica statunitense
- 1962 - Cliff Burton, bassista statunitense († 1986)
- 1962 - Russell Carter, ex giocatore di football americano statunitense
- 1962 - Wolfram Koch, attore tedesco
- 1962 - Ricardo Caruso Lombardi, allenatore di calcio e ex calciatore argentino
- 1962 - Claudio Marenzi, imprenditore italiano
- 1962 - Piero Pelù, cantautore italiano
- 1962 - Esmé Sciaroni, truccatrice svizzera
- 1962 - Yves Tavernier, ex sciatore alpino francese
- 1962 - Alex To, attore e cantante cinese
- 1962 - Thibault de Montalembert, attore francese
- 1963 - Gregg Binkley, attore statunitense
- 1963 - Maria Carmela Colaneri, medaglista italiana
- 1963 - Candan Erçetin, cantante turca
- 1963 - Philip Glenister, attore britannico
- 1963 - Roland Hilti, ex calciatore liechtensteinese
- 1963 - Alan McInally, ex calciatore scozzese
- 1963 - Päivi Peltoniemi, ex cestista finlandese
- 1963 - Tony Reno, batterista svedese
- 1963 - Catherine Alicia Young, giornalista e scrittrice statunitense
- 1964 - Stefano Barzan, compositore, arrangiatore e direttore d'orchestra italiano
- 1964 - Andrea Bruniera, allenatore di calcio e ex calciatore italiano
- 1964 - Daniela Castelli, ex modella, annunciatrice televisiva e attrice italiana
- 1964 - María Comba, ex cestista argentina
- 1964 - Victor Davis, nuotatore canadese († 1989)
- 1964 - Sam Graddy, ex velocista e giocatore di football americano statunitense
- 1964 - Mike Hooper, ex calciatore britannico
- 1964 - Ihar Kryvušėnka, allenatore di calcio e ex calciatore bielorusso
- 1964 - Dan Meuser, politico statunitense
- 1964 - Francesca Neri, attrice e produttrice cinematografica italiana
- 1964 - Roger Reijners, allenatore di calcio, dirigente sportivo e ex calciatore olandese
- 1964 - Dada Vujasinović, giornalista serba († 1994)
- 1965 - Bracco Di Graci, cantautore italiano
- 1965 - Valentyna Fedjušyna, ex pesista ucraina
- 1965 - Fabienne Georis, ex cestista belga
- 1965 - Martin Gregory, ex calciatore maltese
- 1965 - Tony Philliskirk, ex calciatore inglese
- 1965 - Dana Winner, cantante belga
- 1966 - Heiko Bonan, allenatore di calcio e ex calciatore tedesco orientale
- 1966 - Marina Alessandra Calegari, sciatrice nautica italiana
- 1966 - Stefan Emmerling, allenatore di calcio e ex calciatore tedesco
- 1966 - Jeffrey Michael Fleming, vescovo cattolico statunitense
- 1966 - Alessandro Heffler, pubblicitario e montatore italiano
- 1966 - Daryl Johnston, ex giocatore di football americano statunitense
- 1966 - Gary McKinnon, programmatore e hacker britannico
- 1966 - Renata Przemyk, cantante polacca
- 1966 - Andrea Silenzi, dirigente sportivo e ex calciatore italiano
- 1967 - Per Blohm, ex calciatore svedese
- 1967 - Maria Rosa Candido, pattinatrice di short track italiana († 1993)
- 1967 - Rini Coolen, dirigente sportivo, allenatore di calcio e ex calciatore olandese
- 1967 - Laura Dern, attrice statunitense
- 1967 - Germano Di Mattia, attore italiano
- 1967 - Jacky Durand, ex ciclista su strada francese
- 1967 - Ivan Francescato, rugbista a 15 italiano († 1999)
- 1967 - Vince Gilligan, sceneggiatore, produttore televisivo e regista statunitense
- 1967 - Lilia Izquierdo, ex pallavolista cubana
- 1967 - Mike Jones, ex cestista statunitense
- 1967 - Kazuaki Koezuka, ex calciatore giapponese
- 1967 - Raúl Merlo, ex cestista argentino
- 1967 - Fulvio Pea, allenatore di calcio e dirigente sportivo italiano
- 1967 - David Pham, giocatore di poker vietnamita
- 1967 - Ian Rowling, ex canoista australiano
- 1967 - Diego Zanin, allenatore di calcio e ex calciatore italiano
- 1968 - Fabrice Courcier, allenatore di pallacanestro e ex cestista francese
- 1968 - Annette Dobmeier, ex schermitrice tedesca
- 1968 - Matthias Hamann, dirigente sportivo, allenatore di calcio e ex calciatore tedesco
- 1968 - Mark Heidenfeld, scacchista irlandese
- 1968 - Antonio Nicita, economista italiano
- 1968 - Garrett Reisman, ingegnere e ex astronauta statunitense
- 1968 - Giorgio Salvitti, politico italiano
- 1968 - Maria Tranchina, pesista e martellista italiana
- 1968 - Joe Wylie, ex cestista statunitense
- 1969 - Filomena Albano, magistrato italiano
- 1969 - Damian Bryl, vescovo cattolico polacco
- 1969 - Nixon Carcelén, ex calciatore ecuadoriano
- 1969 - Laurie Dhue, giornalista statunitense
- 1969 - Marco Girondino, attore italiano
- 1969 - Emad Hashim, ex calciatore iracheno
- 1969 - Jostein Haugen, ex sciatore alpino norvegese
- 1969 - Bart Leysen, dirigente sportivo e ex ciclista su strada belga
- 1969 - Guillermo Silva, ex giocatore di calcio a 5 paraguaiano
- 1969 - James Small, rugbista a 15 sudafricano († 2019)
- 1969 - Sandra Studer, conduttrice televisiva e cantante svizzera
- 1969 - Francesco Troccoli, scrittore italiano
- 1970 - Sandro Ivo Bartoli, pianista italiano
- 1970 - Robert Carli, compositore e sassofonista canadese
- 1970 - John Gibson, ex calciatore australiano
- 1970 - Paul Kersey, attore statunitense
- 1970 - Amir Reza Khadem, ex lottatore iraniano
- 1970 - Blake Masters, scrittore, regista e produttore cinematografico statunitense
- 1970 - Stella Musy, doppiatrice e direttrice del doppiaggio italiana
- 1970 - Noureddine Naybet, ex calciatore marocchino
- 1970 - Åsne Seierstad, giornalista e scrittrice norvegese
- 1970 - Ardy Wiranata, ex giocatore di badminton indonesiano
- 1971 - Michael Dietz, attore e produttore televisivo statunitense
- 1971 - Wayne Gandy, ex giocatore di football americano statunitense
- 1971 - José María García Lafuente, ex calciatore spagnolo
- 1971 - Joel McIver, critico musicale, giornalista e scrittore britannico
- 1971 - Marty Nothstein, politico, ex pistard e ciclista su strada statunitense
- 1971 - Mauro Petrolo, scacchista italiano
- 1971 - José Luis Loreto, allenatore di calcio e ex calciatore spagnolo
- 1971 - Lorena Rojas, attrice e cantante messicana († 2015)
- 1971 - Fabrizia Sacchi, attrice italiana
- 1971 - Louie Spicolli, wrestler statunitense († 1998)
- 1971 - Paolo Tura, arciere sammarinese
- 1971 - Victoria, ex wrestler e ex culturista statunitense
- 1972 - Carmelo Abela, politico maltese
- 1972 - Ernesto De Mattia, ex sciatore alpino italiano
- 1972 - Daniela Pavone, ex calciatrice italiana
- 1972 - Mr. Scruff, musicista, disc jockey e produttore discografico britannico
- 1972 - Wei Qun, ex calciatore cinese
- 1973 - Robert Arteaga, ex calciatore boliviano
- 1973 - Núria Añó, scrittrice spagnola
- 1973 - MusicaPerBambini, cantautore italiano
- 1973 - Gunn-Rita Dahle, mountain biker e ciclista su strada norvegese
- 1973 - Martha Lane Fox, imprenditrice e politica britannica
- 1973 - Pavel Latuška, politico bielorusso
- 1973 - Mr. T-bone, cantante, trombonista e compositore italiano
- 1973 - Monika Tschirky, ex sciatrice alpina svizzera
- 1974 - Elizabeth Banks, attrice, regista e produttrice cinematografica statunitense
- 1974 - Bayram Bektaş, allenatore di calcio e ex calciatore turco
- 1974 - María Botto, attrice argentina
- 1974 - Ty Law, ex giocatore di football americano statunitense
- 1974 - Ivri Lider, cantante e compositore israeliano
- 1974 - Lionel Potillon, ex calciatore francese
- 1975 - Frédéric Cerulli, regista cinematografico e sceneggiatore francese
- 1975 - Patricio D'Amico, allenatore di calcio e ex calciatore argentino
- 1975 - Jurij Dmytrulin, ex calciatore ucraino
- 1975 - Claire Goose, attrice britannica
- 1975 - Moon Eui-jae, ex lottatore sudcoreano
- 1975 - Kool Savas, rapper tedesco
- 1975 - Thomas Shimada, ex tennista giapponese
- 1975 - Tina Thompson, ex cestista e allenatrice di pallacanestro statunitense
- 1976 - Lance Berkman, ex giocatore di baseball statunitense
- 1976 - Jody Cameron, ex cestista neozelandese
- 1976 - Federico D'Incà, politico italiano
- 1976 - Pascal Dias, ex calciatore francese
- 1976 - Keeley Hawes, attrice e ex modella britannica
- 1976 - Miroslav Holeňák, ex calciatore ceco
- 1976 - Carmelo Imbriani, allenatore di calcio e calciatore italiano († 2013)
- 1976 - Zaza Janashia, ex calciatore georgiano
- 1976 - Carlos Jiménez, ex cestista e allenatore di pallacanestro spagnolo
- 1976 - Magdelín Martínez, ex triplista italiana
- 1976 - Tony McDonnell, ex calciatore irlandese
- 1976 - Vedran Runje, allenatore di calcio e ex calciatore croato
- 1976 - Ryu Ji-hye, tennistavolista sudcoreana
- 1976 - Marcin Sapa, ex ciclista su strada polacco
- 1976 - Delio Toledo, ex calciatore paraguaiano
- 1976 - Ivo Vieira, allenatore di calcio e ex calciatore portoghese
- 1976 - Vanessa da Mata, cantautrice brasiliana
- 1977 - DJ Squarta, disc jockey, musicista e produttore discografico italiano
- 1977 - Rafael Clavero, ex calciatore spagnolo
- 1977 - Salif Diao, ex calciatore senegalese
- 1977 - Diego Guevara, ex cestista venezuelano
- 1977 - Luca Pierotti, allenatore di calcio e ex calciatore italiano
- 1978 - Sergio Alonso, dirigente sportivo e ex giocatore di calcio a 5 spagnolo
- 1978 - Boris Avrukh, scacchista israeliano
- 1978 - Reshea Bristol, ex cestista e allenatrice di pallacanestro statunitense
- 1978 - Julie Donaldson, giornalista, conduttrice televisiva e conduttrice radiofonica statunitense
- 1978 - Eugene Edgerson, ex cestista statunitense
- 1978 - Matteo Fiorini, politico sammarinese
- 1978 - Don Omar, cantante, rapper e compositore portoricano
- 1978 - Greg Stevenson, ex cestista statunitense
- 1978 - Erkan Özbey, ex calciatore turco
- 1979 - Artem Bezrodnyj, calciatore ucraino († 2016)
- 1979 - Rossella Cavallini, ex calciatrice italiana
- 1979 - Igor Gabilondo, ex calciatore spagnolo
- 1979 - Gabriel García de la Torre, allenatore di calcio e ex calciatore spagnolo
- 1979 - Bakary Gassama, arbitro di calcio gambiano
- 1979 - Joey Hand, pilota automobilistico statunitense
- 1979 - Johan Harstad, scrittore norvegese
- 1979 - Anton Heraščenko, politico e giornalista ucraino
- 1979 - Jumaine Jones, ex cestista statunitense
- 1979 - Mads Jørgensen, ex calciatore danese
- 1979 - Kalle Kerman, ex hockeista su ghiaccio finlandese
- 1979 - Holly Parkinson, ex tennista statunitense
- 1979 - Ross Powers, ex snowboarder statunitense
- 1979 - Serhij Tkačenko, ex calciatore ucraino
- 1979 - Emanuele Troise, allenatore di calcio e ex calciatore italiano
- 1979 - Kristen Viikmäe, ex calciatore estone
- 1979 - Frank Willenborg, arbitro di calcio tedesco
- 1980 - Marko Baacke, ex combinatista nordico tedesco
- 1980 - Pape Badiane, cestista francese († 2016)
- 1980 - Naty Botero, cantautrice, attrice e imprenditrice colombiana
- 1980 - Gordon D'Arcy, ex rugbista a 15 irlandese
- 1980 - Bruce Douglas, rugbista a 15 scozzese
- 1980 - Riki Flutey, ex rugbista a 15 e allenatore di rugby a 15 neozelandese
- 1980 - Leonard Greene, ex giocatore di football americano tedesco
- 1980 - Ralph Kretschmar, attore tedesco
- 1980 - Sylvain Marchal, ex calciatore francese
- 1980 - Enzo Maresca, allenatore di calcio e ex calciatore italiano
- 1980 - Dania Prince, modella honduregna
- 1980 - Mike Ribeiro, hockeista su ghiaccio canadese
- 1980 - Jurga Šeduikytė, cantautrice lituana
- 1980 - Yakup Sekizkök, allenatore di pallacanestro turco
- 1980 - Seo Mi-jung, schermitrice sudcoreana
- 1980 - Shi Zhiyong, ex sollevatore cinese
- 1980 - Bruno Šundov, ex cestista croato
- 1980 - Martín Vassallo Argüello, ex tennista argentino
- 1981 - Uzo Aduba, attrice e doppiatrice statunitense
- 1981 - Muhamed Alaim, ex calciatore bosniaco
- 1981 - Aloysius Anagonye, ex cestista nigeriano
- 1981 - Fränzi Aufdenblatten, ex sciatrice alpina svizzera
- 1981 - Stephanie Beatriz, attrice argentina
- 1981 - Max Brown, attore britannico
- 1981 - Cho Yeo-jeong, attrice sudcoreana
- 1981 - Norbert Feher, serial killer serbo
- 1981 - Daniel Hallingström, ex calciatore svedese
- 1981 - Jennifer Hopkins, ex tennista statunitense
- 1981 - Julius Jenkins, ex cestista statunitense
- 1981 - Andrew Johnson, ex calciatore inglese
- 1981 - Gilda Jovine, modella dominicana
- 1981 - Gakuto Kondō, ex calciatore giapponese
- 1981 - Anastasija Pustovojtova, arbitro di calcio e ex calciatrice russa
- 1981 - Lerdsila Phuket Top Team, thaiboxer thailandese
- 1981 - Barry Sloane, attore britannico
- 1981 - Natasha St-Pier, cantante canadese
- 1981 - Le'coe Willingham, ex cestista e allenatrice di pallacanestro statunitense
- 1981 - Holly Willoughby, conduttrice televisiva, modella e scrittrice britannica
- 1982 - Hamad Al-Tayyar, ex calciatore kuwaitiano
- 1982 - Ayari Aoyama, ex nuotatrice giapponese
- 1982 - Christian Borgatello, allenatore di hockey su ghiaccio e ex hockeista su ghiaccio italiano
- 1982 - Sebastián Brajkovic, pallavolista argentino
- 1982 - Mohamed Cissé, ex calciatore guineano
- 1982 - Claudio Dadomo, ex calciatore uruguaiano
- 1982 - Justin Gatlin, ex velocista statunitense
- 1982 - Nadir Haroub, calciatore tanzaniano
- 1982 - Yoshimasa Hosoya, doppiatore giapponese
- 1982 - David Lemi, rugbista a 15 e allenatore di rugby a 15 samoano
- 1982 - Amer Shafi, ex calciatore giordano
- 1982 - Tarmo Neemelo, ex calciatore estone
- 1982 - Elisabetta Piccolotti, politica italiana
- 1982 - Qiu Hongxia, ex sollevatrice cinese
- 1982 - Dawan Robinson, ex cestista statunitense
- 1982 - Tom Schilling, attore tedesco
- 1982 - Mon Redee Sut Txi, ex arciera malese
- 1982 - Farid Talhaoui, calciatore marocchino
- 1982 - Lampros Vaggelīs, ex calciatore greco
- 1983 - Kenny Adeleke, ex cestista nigeriano
- 1983 - Félix Araujo, ex calciatore messicano
- 1983 - Ricardo Clark, ex calciatore statunitense
- 1983 - Péter Czvitkovics, ex calciatore ungherese
- 1983 - Daiane dos Santos, ex ginnasta brasiliana
- 1983 - Du Zhenyu, ex calciatore cinese
- 1983 - Vic Fuentes, cantante, chitarrista e bassista statunitense
- 1983 - Lucian Goian, ex calciatore rumeno
- 1983 - Allean Grant, calciatore britannico
- 1983 - Pavel Gubarev, politico e militare ucraino
- 1983 - Jason Hobson, rugbista a 15 britannico
- 1983 - Daniel Sobralense, ex calciatore brasiliano
- 1983 - Vagnur Mohr Mortensen, ex calciatore faroese
- 1983 - Julius Onah, regista e attore nigeriano
- 1983 - Lucía Paraja, ex pallavolista spagnola
- 1983 - Joe Sempolinski, politico statunitense
- 1983 - Matej Tóth, marciatore slovacco
- 1983 - José de la Cuesta, ex calciatore colombiano
- 1984 - Elif Ağca, pallavolista turca
- 1984 - Adnan Alisic, calciatore olandese
- 1984 - Holly Crawford, ex snowboarder australiana
- 1984 - Stéphanie Dixon, nuotatrice canadese
- 1984 - Simone Gattoni, produttore cinematografico italiano
- 1984 - Brent Everett, attore pornografico e produttore cinematografico canadese
- 1984 - Alex Gordon, ex giocatore di baseball statunitense
- 1984 - Jesús María Herrero, ex calciatore spagnolo
- 1984 - Hamis Kiggundu, imprenditore, avvocato e scrittore ugandese
- 1984 - Kim Hyo-jin, attrice sudcoreana
- 1984 - Manuel Manna, pilota motociclistico italiano
- 1984 - Marcelo Mattos, ex calciatore brasiliano
- 1984 - Marcos Aurélio, ex calciatore brasiliano
- 1984 - Shadrack Nsajigwa, ex calciatore tanzaniano
- 1984 - Zaza Pachulia, ex cestista e dirigente sportivo georgiano
- 1984 - Vadim Panin, ex cestista russo
- 1984 - Valeria Zanoli, cestista italiana
- 1985 - Alessandro Baccini, regista e attore italiano
- 1985 - Óscar Brayson, judoka cubano
- 1985 - Aleksandr Budakov, ex calciatore russo
- 1985 - Leon Clarke, ex calciatore inglese
- 1985 - Fabio Fanuli, ex pallavolista italiano
- 1985 - Cosmin Frăsinescu, ex calciatore rumeno
- 1985 - Miroslav Gradinarov, pallavolista bulgaro
- 1985 - Selçuk İnan, allenatore di calcio e ex calciatore turco
- 1985 - Willian Lanes de Lima, ex calciatore brasiliano
- 1985 - Jonas Mačiulis, ex cestista lituano
- 1985 - Paul Millsap, ex cestista statunitense
- 1985 - Dario Minieri, giocatore di poker italiano
- 1985 - Isaiah Swann, ex cestista statunitense
- 1985 - Lidia Valentín, sollevatrice spagnola
- 1986 - Jeff Adrien, ex cestista statunitense
- 1986 - Josh Akognon, ex cestista statunitense
- 1986 - Jennifer Barrientos, modella filippina
- 1986 - Diogo Cunha, calciatore portoghese
- 1986 - Radamel Falcao, calciatore colombiano
- 1986 - Erik Friberg, ex calciatore svedese
- 1986 - Rocky Fuentes, pugile filippino
- 1986 - Vanessa Gonçalves, modella venezuelana
- 1986 - Nahuel Guzmán, calciatore argentino
- 1986 - Yui Ichikawa, attrice, cantante e modella giapponese
- 1986 - Roberto Linares, calciatore cubano
- 1986 - Michele Luongo, pallanuotista italiano
- 1986 - Steven Paulle, ex calciatore francese
- 1986 - Nina Perner, ex sciatrice alpina tedesca
- 1986 - Roberto Jiménez Gago, ex calciatore spagnolo
- 1986 - Vegard Haukø Sklett, ex saltatore con gli sci norvegese
- 1986 - Terry Smith, cestista statunitense
- 1986 - Viktor Troicki, allenatore di tennis e ex tennista serbo
- 1986 - Andrew Weibrecht, ex sciatore alpino statunitense
- 1987 - Dani Barrio, ex calciatore spagnolo
- 1987 - Bojana Bobusic, ex tennista australiana
- 1987 - Charlotte Bonin, triatleta italiana
- 1987 - Bruno Brzić, pallamanista croato
- 1987 - Sergej Bubka, ex tennista ucraino
- 1987 - John Córdoba, ex calciatore colombiano
- 1987 - Chaz Davies, pilota motociclistico britannico
- 1987 - Arif Daşdəmirov, ex calciatore azero
- 1987 - Poli Genova, cantante bulgara
- 1987 - Hannah Hoekstra, attrice olandese
- 1987 - Juwann James, cestista statunitense
- 1987 - Jakub Jarosz, pallavolista polacco
- 1987 - Jonas, ex calciatore brasiliano
- 1987 - Ahmad Nivins, ex cestista e allenatore di pallacanestro statunitense
- 1987 - Mario Ossorio, giocatore di calcio a 5 spagnolo
- 1987 - Lee Roberts, cestista statunitense
- 1987 - Facundo Roncaglia, calciatore argentino
- 1987 - Janick Steinmann, ex hockeista su ghiaccio e dirigente sportivo svizzero
- 1987 - Pieter Vanspeybrouck, dirigente sportivo e ex ciclista su strada belga
- 1987 - Yuja Wang, pianista cinese
- 1987 - Mauricio Yedro, calciatore argentino
- 1988 - Francesco Acerbi, calciatore italiano
- 1988 - Rok Buzeti, calciatore sloveno
- 1988 - César Elizondo, ex calciatore costaricano
- 1988 - André Fantecele, giocatore di calcio a 5 brasiliano
- 1988 - Seth Gamble, attore pornografico statunitense
- 1988 - Kang Yun-mi, ex pattinatrice di short track sudcoreana
- 1988 - Ruben Knab, canottiere olandese
- 1988 - Daniel Kwan, regista, sceneggiatore e produttore cinematografico statunitense
- 1988 - Fiorella Mattheis, modella, attrice e conduttrice televisiva brasiliana
- 1988 - Jade Ramsey, attrice britannica
- 1988 - Daniil Ratnikov, ex calciatore estone
- 1988 - Maikel van der Vleuten, cavaliere olandese
- 1988 - Amadou Aboubakar Zaki, cestista nigerino
- 1989 - Bashir Abdi, mezzofondista e maratoneta belga
- 1989 - Troy Barnies, cestista statunitense
- 1989 - Salvatore D'Elia, calciatore italiano
- 1989 - Alice Franco, ex nuotatrice italiana
- 1989 - Liam Hendriks, giocatore di baseball australiano
- 1989 - Ingvild Isaksen, ex calciatrice norvegese
- 1989 - Sabien Lilaj, ex calciatore albanese
- 1989 - Francisco Navarro, sportivo spagnolo
- 1989 - Rubert Quijada, calciatore venezuelano
- 1989 - Gerald Robinson, cestista statunitense
- 1989 - Pierpaolo Spollon, attore italiano
- 1989 - Xiao Guodong, giocatore di snooker cinese
- 1989 - Travis d'Arnaud, giocatore di baseball statunitense
- 1990 - Freya Aelbrecht, pallavolista belga
- 1990 - Yuri Berchiche, calciatore spagnolo
- 1990 - Choi Soo-young, cantante e attrice sudcoreana
- 1990 - Terrence Frederick, giocatore di football americano statunitense
- 1990 - Roman Furger, fondista svizzero
- 1990 - Rolando García Guerreño, calciatore paraguaiano
- 1990 - Aníbal Godoy, calciatore panamense
- 1990 - Shamil Gaziev, artista marziale misto russo
- 1990 - Ivan Herceg, calciatore croato
- 1990 - Anna Jagaciak-Michalska, ex lunghista e triplista polacca
- 1990 - Liam Kelly, calciatore scozzese
- 1990 - Sarah Kent, ex pistard australiana
- 1990 - Leonie Renée Klein, attrice tedesca
- 1990 - Yacoub Meité, calciatore ivoriano
- 1990 - Arnaud Mendy, ex calciatore francese
- 1990 - Saeed Murjan, calciatore giordano
- 1990 - Diego Núñez, calciatore argentino
- 1990 - Trevante Rhodes, attore e ex velocista statunitense
- 1990 - Garrett Stutz, cestista statunitense
- 1990 - Franjo Tepurić, calciatore croato
- 1991 - Illja Aleksievič, calciatore bielorusso
- 1991 - Rebecca Dempster, calciatrice scozzese
- 1991 - Martina Di Giuseppe, ex tennista italiana
- 1991 - Ramon Galloway, cestista statunitense
- 1991 - Chrīstos Gromītsarīs, calciatore greco
- 1991 - Giōrgos Koutroumpīs, calciatore greco
- 1991 - Tauraa Marmouyet, calciatore francese
- 1991 - Thomas Monconduit, calciatore francese
- 1991 - David Nesbitt, cestista bahamense
- 1991 - João Ortiz, calciatore cileno
- 1991 - Marvin Peersman, calciatore belga
- 1991 - Sumedha Ranasinghe, giavellottista singalese
- 1991 - Emma Roberts, attrice statunitense
- 1991 - Florian Schabereiter, ex saltatore con gli sci austriaco
- 1991 - Václav Vašíček, calciatore ceco
- 1991 - Lauren Whyte, pallavolista statunitense
- 1991 - Nuno da Costa, calciatore capoverdiano
- 1992 - Amir Agayev, calciatore israeliano
- 1992 - Sandjar Ahmadi, ex calciatore afghano
- 1992 - Thomas Ayeko, maratoneta e mezzofondista ugandese
- 1992 - Inrick Baal, calciatore francese
- 1992 - Cristian Battocchio, calciatore argentino
- 1992 - Debora Carangelo, cestista italiana
- 1992 - Jacopo Dezi, calciatore italiano
- 1992 - Annika Dries, pallanuotista statunitense
- 1992 - Jon Feliciano, giocatore di football americano statunitense
- 1992 - Pauline Ferrand-Prévot, ciclista su strada, mountain biker e ciclocrossista francese
- 1992 - Karen Fukuhara, attrice statunitense
- 1992 - Cecilia Hall, pallavolista svedese
- 1992 - Cory Hill, rugbista a 15 britannico
- 1992 - Joeri de Kamps, calciatore olandese
- 1992 - Clement Kemboi, siepista keniano († 2024)
- 1992 - Steven Kitshoff, rugbista a 15 sudafricano
- 1992 - Lenchu Kunzang, tiratrice a segno bhutanese
- 1992 - Nicole Luis, attrice e modella argentina
- 1992 - Kévin Mayer, multiplista francese
- 1992 - Misha B, cantante e rapper britannica
- 1992 - Anna Plichta, ex ciclista su strada polacca
- 1992 - Nils Röseler, calciatore tedesco
- 1992 - Lydia Thompson, rugbista a 15 inglese
- 1992 - Reinhold Yabo, ex calciatore tedesco
- 1992 - Vikas Krishan Yadav, pugile indiano
- 1992 - Andrevaldo de Jesus Santos, calciatore brasiliano
- 1992 - Chiho Ōsawa, ex hockeista su ghiaccio giapponese
- 1993 - Abdul Ajagun, calciatore nigeriano
- 1993 - Steve Leo Beleck, calciatore camerunese
- 1993 - Oleg Boltin, lottatore e wrestler kazako
- 1993 - David Brembly, cestista tedesco
- 1993 - Selene Caramazza, attrice italiana
- 1993 - Michael Contreras, calciatore cileno
- 1993 - Richard Hübers, schermidore tedesco
- 1993 - Yasser Ibrahim, calciatore egiziano
- 1993 - Kevin Ingreso, calciatore tedesco
- 1993 - Mia Khalifa, ex attrice pornografica libanese
- 1993 - Nathaly Kurata, tennista brasiliana
- 1993 - Ruslan Kurbanov, triplista uzbeko
- 1993 - Luis Madrigal, calciatore messicano
- 1993 - Marta Mason, cantante e ex calciatrice italiana
- 1993 - Tomasz Mokwa, calciatore polacco
- 1993 - Ndèye Ndiaye, ex cestista senegalese
- 1993 - Jonathan Person, cestista svedese
- 1993 - Harriet Scott, ex calciatrice irlandese
- 1993 - Sterling Shepard, giocatore di football americano statunitense
- 1993 - Marcelo Tabárez, calciatore uruguaiano
- 1993 - Fabian Tait, calciatore italiano
- 1993 - Filip Twardzik, calciatore ceco
- 1993 - Julie Vanloo, cestista belga
- 1994 - José Abella, calciatore messicano
- 1994 - Pərviz Bağırov, pugile azero
- 1994 - Cristina Chirichella, pallavolista italiana
- 1994 - Cristian Dell'Orco, calciatore italiano
- 1994 - Denis Dimitrov, velocista bulgaro
- 1994 - Marcin Flis, calciatore polacco
- 1994 - Kelvin Hoefler, skater brasiliano
- 1994 - Denis Iguma, calciatore ugandese
- 1994 - Evelyn Insam, ex saltatrice con gli sci italiana
- 1994 - Matas Jucikas, cestista lituano
- 1994 - Seulgi, cantante sudcoreana
- 1994 - Gregorio Luperini, calciatore italiano
- 1994 - Roel Mannaart, kickboxer olandese
- 1994 - Remi Matthews, calciatore inglese
- 1994 - Francesca Palumbo, schermitrice italiana
- 1994 - Pedro Paulo Alves Vieira dos Reis, calciatore brasiliano
- 1994 - DeWayne Russell, cestista statunitense
- 1994 - Ryan Sclater, pallavolista canadese
- 1994 - Son Na-eun, cantante, attrice e modella sudcoreana
- 1994 - Oliver Stanisic, calciatore svedese
- 1994 - Robin Vanderbemden, velocista belga
- 1994 - Charlotte Vega, attrice spagnola
- 1994 - Makenzie Vega, attrice statunitense
- 1994 - Galina Višnevskaja, biatleta kazaka
- 1995 - Iván Alejo, calciatore spagnolo
- 1995 - Martin Boakye, calciatore italiano
- 1995 - Sterling Brown, cestista statunitense
- 1995 - Choi Ji-hee, tennista sudcoreana
- 1995 - Olivier Custodio, calciatore svizzero
- 1995 - Jasmine Sandlas, cantante indiana
- 1995 - Haruna Kawaguchi, attrice e modella giapponese
- 1995 - Naby Keïta, calciatore guineano
- 1995 - Archie Madekwe, attore britannico
- 1995 - Mamadou Maiga, calciatore maliano
- 1995 - Epameinōndas Pantelakīs, calciatore greco
- 1995 - Bobby Portis, cestista statunitense
- 1995 - Marjan Radeski, calciatore macedone
- 1995 - Paul Rigot, cestista francese
- 1995 - Adeline Rudolph, attrice e modella tedesca
- 1995 - Luca Sangalli, calciatore spagnolo
- 1995 - Jared Terrell, cestista statunitense
- 1995 - Lexi Thompson, golfista statunitense
- 1995 - Adam Tzanetopoulos, calciatore greco
- 1995 - Steve Vasturia, ex cestista statunitense
- 1995 - Yuri Matias, calciatore brasiliano
- 1995 - Ǵoko Zajkov, calciatore macedone
- 1996 - Ángel Cabrera, calciatore guatemalteco
- 1996 - Aitor Cantalapiedra, calciatore spagnolo
- 1996 - César Carballeira, hockeista su pista spagnolo
- 1996 - Mathias Haarup, calciatore danese
- 1996 - Emanuel Mammana, calciatore argentino
- 1996 - Fernando Medeiros, calciatore brasiliano
- 1996 - Flávio Medeiros da Silva, calciatore brasiliano
- 1996 - Mo Youxue, velocista cinese
- 1996 - Juan Mosquera, ex calciatore colombiano
- 1996 - Shōichirō Mukai, judoka giapponese
- 1996 - Charles Muneria, maratoneta e mezzofondista keniota
- 1996 - Humam Tariq, calciatore iracheno
- 1996 - Laurie Taylor, sciatore alpino britannico
- 1996 - Brianna Throssell, nuotatrice australiana
- 1996 - Robert Vișoiu, ex pilota automobilistico rumeno
- 1996 - Juan Pablo Álvarez, calciatore argentino
- 1996 - Domantas Šimkus, calciatore lituano
- 1997 - Martina Alzini, ciclista su strada e pistard italiana
- 1997 - Adam Armstrong, calciatore inglese
- 1997 - Elisabetta Bianchin, schermitrice italiana
- 1997 - Alana Bremner, rugbista a 15 neozelandese
- 1997 - Aurélio Buta, calciatore angolano
- 1997 - Luca Covili, ciclista su strada italiano
- 1997 - David Gugganig, calciatore austriaco
- 1997 - Natisha Hiedeman, cestista statunitense
- 1997 - Roi Huber, cestista israeliano
- 1997 - Josh Jackson, cestista statunitense
- 1997 - Lilly King, ex nuotatrice statunitense
- 1997 - Bobby Lammie, giocatore di curling britannico
- 1997 - Caio Monteiro, calciatore brasiliano
- 1997 - Chloë Grace Moretz, attrice statunitense
- 1997 - Rozalija Nasretdinova, nuotatrice russa
- 1997 - Nadia Podoroska, tennista argentina
- 1997 - Josh Rosen, giocatore di football americano statunitense
- 1997 - Philippe Sandler, calciatore olandese
- 1997 - Diamond Stone, cestista statunitense
- 1997 - Teodora, cantante serba
- 1997 - Isabella Wright, sciatrice alpina statunitense
- 1997 - Maan de Steenwinkel, cantante e attrice olandese
- 1998 - Tyler Bey, cestista statunitense
- 1998 - Juanma Bravo, calciatore spagnolo
- 1998 - Aitor Buñuel, calciatore spagnolo
- 1998 - Chauncey Golston, giocatore di football americano statunitense
- 1998 - Ahmed Hamdi, calciatore egiziano
- 1998 - Madeline Haynes, pallavolista statunitense
- 1998 - Benedicte Håland, calciatrice norvegese
- 1998 - Elvir Ibišević, ex calciatore bosniaco
- 1998 - Marcin Listkowski, calciatore polacco
- 1998 - Andrij Lysec'kyj, slittinista ucraino
- 1998 - Jonah Mathews, cestista statunitense
- 1998 - Bruno Miranda, calciatore boliviano
- 1998 - Herman Moussaki, calciatore congolese (Repubblica del Congo)
- 1998 - Loïc Prévot, velocista francese
- 1998 - Quincy Roche, giocatore di football americano statunitense
- 1998 - Agustín Rodríguez, calciatore uruguaiano
- 1998 - Sof'ja Sapega, attivista russa
- 1998 - Richelor Sprangers, calciatore haitiano
- 1998 - Igor Zlatanović, calciatore serbo
- 1999 - Elias Achouri, calciatore francese
- 1999 - Brenner Alves Sabino, calciatore brasiliano
- 1999 - Agustín Chopitea, calciatore uruguaiano
- 1999 - Karyna Dėmidik, altista bielorussa
- 1999 - Mounaïm El Idrissy, calciatore francese
- 1999 - Balázs Holló, nuotatore ungherese
- 1999 - Caleb Jones, giocatore di football americano statunitense
- 1999 - Charlie Kolar, giocatore di football americano statunitense
- 1999 - Martin Kovaľ, calciatore slovacco
- 1999 - Omar Mohamed, ginnasta egiziano
- 1999 - Muhaymin Mustafa, cestista turco
- 1999 - Amos Nondi, calciatore keniota
- 1999 - Paolo Sabak, calciatore belga
- 1999 - Blanca Palmer Soler, taekwondoka spagnola
- 1999 - Talys, calciatore brasiliano
- 1999 - Daniel Whelan, giocatore di football americano irlandese
- 2000 - Nicole Anyomi, calciatrice tedesca
- 2000 - María Carlé, tennista argentina
- 2000 - Filippo Collini, sciatore alpino italiano
- 2000 - Kandet Diawara, calciatore francese
- 2000 - Sam Froling, cestista australiano
- 2000 - Luisa Geiselsöder, cestista tedesca
- 2000 - Kıvanç Gür, tuffatore turco
- 2000 - Luc Herrmann, sciatore alpino svizzero
- 2000 - Dominik Kotarski, calciatore croato
- 2000 - Roger McCreary, giocatore di football americano statunitense
- 2000 - Oleksandr Mel'nyk, calciatore ucraino
- 2000 - Daniel Munie, calciatore statunitense
- 2000 - Luis Olivas, calciatore messicano
- 2000 - Hanna Rosvall, nuotatrice svedese
- 2000 - Yara Shahidi, attrice, modella e attivista statunitense
- 2000 - Ejgayehu Taye, mezzofondista etiope
- 2000 - Andrea Truocchio, pallavolista italiano
- 2000 - Gergely Tumma, calciatore slovacco

## XXI secolo(34)
- 2001 - Sergio Camello, calciatore spagnolo
- 2001 - Seydouba Cissé, calciatore guineano
- 2001 - Álvaro Gracés, calciatore uruguaiano
- 2001 - Elies Mahmoud, calciatore francese
- 2001 - Blondon Meyapya Fongain, calciatore camerunese
- 2001 - Ricardo Monreal, calciatore messicano
- 2001 - Darius Muasau, giocatore di football americano statunitense
- 2001 - Demba Seck, calciatore senegalese
- 2001 - Pedro Álvarez, calciatore paraguaiano
- 2002 - Caterina Gilli, cestista italiana
- 2002 - Hiroaki Kunitake, snowboarder giapponese
- 2002 - Lasse Nordås, calciatore norvegese
- 2002 - Aminata Sangaré, cestista maliana
- 2002 - Hugo Oliveira, calciatore portoghese
- 2003 - Mauricio Cuevas, calciatore statunitense
- 2003 - Johan Bångsbo, calciatore svedese
- 2003 - Filip Beckman, calciatore svedese
- 2003 - Josh Charlton, pistard e ciclista su strada britannico
- 2003 - Max Christie, cestista statunitense
- 2003 - Pedro Santos, calciatore portoghese
- 2003 - Blanco, cantautore italiano
- 2003 - Dimo Krăstev, calciatore bulgaro
- 2003 - Max Rosenfelder, calciatore tedesco
- 2004 - Ondine Achampong, ginnasta britannica
- 2004 - Ro-Zangelo Daal, calciatore olandese
- 2004 - CJ Fodrey, calciatore statunitense
- 2004 - Elad Madmon, calciatore israeliano
- 2005 - Gabriel Aguayo, calciatore paraguaiano
- 2005 - Borja Gómez, pilota motociclistico spagnolo († 2025)
- 2005 - Ishmael Kipkurui, mezzofondista keniota
- 2005 - Mauricio Roldán, calciatore argentino
- 2006 - Jaiden Bartolo, calciatore gibilterriano
- 2006 - Léa Casta, snowboarder francese
- 2006 - Malak Hebesha, nuotatrice artistica egiziana

## Senza anno specificato(2)
- Josh Bradford, chitarrista e regista canadese
- James Howard, III conte di Suffolk, nobile e politico inglese († 1688)